# 5868 Ота
5868 Ота (5868 Ohta) — астероїд головного поясу, відкритий 13 жовтня 1988 року.
Тіссеранів параметр щодо Юпітера — 3,346.
Названо на честь Ота (яп. おおた(太田) о:та)